# Autobusna linija br. 144 u Zagrebu
Linija 144 (Črnomerec - Dom sv. Josip) autobusna je linija u Zagrebu. Na terminalu Črnomerec i web stranicama ZET-a nisu prisutni podatci o trasi i rasporedu linije, stoga linija nije opće poznata. Podatci o liniji jedino se mogu iščitati iz javno dostupnih GTFS podataka.

## O liniji
Linija služi stanovnike i posjetitelje Doma umirovljenika sv. Josip. Na liniji vozi jedan minibus koji dijeli s linijom 151.
Trasa linije: Črnomerec - Ul. Črnomerec - Krčelićeva ulica - Sveti Duh - Dunjevac - Dom sv. Josip. Linije ne staje na usputnim stajalištima.
Raspored radnim danom:
| Črnomerec | Dom sv. Josipa |
| --------- | -------------- |
|           | 9:00           |
| 12:00     | 12:10          |

Ostale dane linija ne vozi.